# Tshitenge Lubabu
Tshitenge Lubabu (Muitubile K. Tshitenge Lubabu, sur le site de la BnF), né en 1955 et mort le 2 novembre 2021, est un journaliste congolais.

## Biographie
Écrivain et journaliste,,, africain, Tshitenge Lubabu a écrit diverses biographies d’hommes célèbres du continent africain. Collaborateur du journal panafricain Jeune Afrique, il intervient régulièrement comme consultant audiovisuel sur les évènements et l'actualité liés à l'Afrique. 
Il décède le 2 novembre 2021.

## Œuvres
- Césaire et nous : une rencontre entre l'Afrique et les Amériques au XXIe siècle ; 6 éditions publiées entre 2003 & 2004[7]
- Le Congo et son potentiel économique; 3 éditions publiées en 2009
- Le Tchad avec Renaud van der Meeren ; 2 éditions publiées en 2010
- Léopold Sédar Senghor : le poète-président du Sénégal ; 1 édition publiée en 2005
- Le Tchad et son potentiel économique écrit avec François Soudan ; 1 édition publiée en 2009
- Gabon : Bongo face au changement ; 1 édition publiée en 2006
- Adolphe Muzito "Non, la RD Congo n'est pas un pays riche!"